# Canada tại Thế vận hội Mùa hè

Lá cờ được sử dụng trong khoảng 1900-1920

Lá cờ được sử dụng trong khoảng 1924-1956

Lá cờ được sử dụng năm 1936

Lá cờ được sử dụng trong khoảng 1960-1964

Canada đã thi đấu tại 23 Thế vận hội Mùa hè, chỉ thiếu kỳ đầu tiên năm 1896 và kỳ nước này tẩy chay, Thế vận hội Mùa hè 1980. Canada thi đấu với mã CAN.
Canada từng một lần tổ chức Thế vận hội Mùa hè, năm 1976 ở Montreal, và 2 lần tổ chức Thế vận hội Mùa đông, ở Calgary, Alberta năm 1988 và Vancouver, British Columbia năm 2010.

## Bảng huy chương
Huy chương theo năm
| Thế vận hội                  | Số VĐV        | Vàng          | Bạc           | Đồng          | Tổng số       | Xếp thứ       |
| Athens 1896                  | không tham dự | không tham dự | không tham dự | không tham dự | không tham dự | không tham dự |
| Paris 1900                   | 2             | 1             | 0             | 1             | 2             | 13            |
| St. Louis 1904               | 52            | 4             | 1             | 1             | 6             | 4             |
| Luân Đôn 1908                | 87            | 3             | 3             | 10            | 16            | 7             |
| Stockholm 1912               | 37            | 3             | 2             | 3             | 8             | 9             |
| Antwerpen 1920               | 53            | 3             | 3             | 3             | 9             | 12            |
| Paris 1924                   | 65            | 0             | 3             | 1             | 4             | 20            |
| Amsterdam 1928               | 69            | 4             | 4             | 7             | 15            | 10            |
| Los Angeles 1932             | 102           | 2             | 5             | 8             | 15            | 12            |
| Berlin 1936                  | 97            | 1             | 3             | 5             | 9             | 17            |
| Luân Đôn 1948                | 118           | 0             | 1             | 2             | 3             | 25            |
| Helsinki 1952                | 107           | 1             | 2             | 0             | 3             | 21            |
| Melbourne 1956               | 92            | 2             | 1             | 3             | 6             | 15            |
| Roma 1960                    | 85            | 0             | 1             | 0             | 1             | 32            |
| Tokyo 1964                   | 115           | 1             | 2             | 1             | 4             | 22            |
| Thành phố México 1968        | 138           | 1             | 3             | 1             | 5             | 23            |
| München 1972                 | 208           | 0             | 2             | 3             | 5             | 27            |
| Montréal 1976 (nước chủ nhà) | 385           | 0             | 5             | 6             | 11            | 27            |
| Moskva 1980                  | không tham dự | không tham dự | không tham dự | không tham dự | không tham dự | không tham dự |
| Los Angeles 1984             | 407           | 10            | 18            | 16            | 44            | 6             |
| Seoul 1988                   | 328           | 3             | 2             | 5             | 10            | 19            |
| Barcelona 1992               | 295           | 7             | 4             | 7             | 18            | 11            |
| Atlanta 1996                 | 303           | 3             | 11            | 8             | 22            | 21            |
| Sydney 2000                  | 294           | 3             | 3             | 8             | 14            | 24            |
| Athens 2004                  | 263           | 3             | 6             | 3             | 12            | 21            |
| Bắc Kinh 2008                | 332           | 3             | 9             | 8             | 20            | 19            |
| Luân Đôn 2012                | 281           | 1             | 6             | 11            | 18            | 36            |
| Rio de Janeiro 2016          | 314           | 4             | 3             | 15            | 22            | 20            |
| Tokyo 2020                   | chưa diễn ra  | chưa diễn ra  | chưa diễn ra  | chưa diễn ra  | chưa diễn ra  | chưa diễn ra  |
| Tổng số                      | Tổng số       | 63            | 103           | 136           | 302           | 20            |

Canada cũng giành được 1 vàng và 1 bạc tại Thế vận hội Mùa hè 1906, kỳ này hiện không còn được IOC công nhận là một Thế vận hội chính thức, do vậy những huy chương trên không được cộng vào số liệu trong bảng này.
Huy chương theo môn
| Điền kinh                       | 14 | 15  | 31  | 60  |
| Chèo thuyền                     | 9  | 17  | 15  | 41  |
| Bơi lội                         | 8  | 15  | 26  | 49  |
| Canoeing và kayaking (nước rút) | 4  | 10  | 10  | 24  |
| Bắn súng                        | 4  | 3   | 2   | 9   |
| Quyền Anh                       | 3  | 7   | 7   | 17  |
| Đấu vật tự do                   | 3  | 7   | 7   | 17  |
| Bơi nghệ thuật                  | 3  | 4   | 1   | 8   |
| Thể dục nhào lộn                | 2  | 3   | 2   | 7   |
| Nhảy ngựa                       | 2  | 2   | 1   | 5   |
| Bóng vợt                        | 2  | 0   | 1   | 3   |
| Nhảy cầu                        | 1  | 4   | 8   | 13  |
| Xe đạp lòng chảo                | 1  | 2   | 5   | 8   |
| Ba môn phối hợp                 | 1  | 1   | 0   | 2   |
| Bóng đá                         | 1  | 0   | 2   | 3   |
| Golf                            | 1  | 0   | 0   | 1   |
| Thể dục nghệ thuật              | 1  | 0   | 0   | 1   |
| Thể dục nhịp điệu               | 1  | 0   | 0   | 1   |
| Quần vợt                        | 1  | 0   | 0   | 1   |
| Thuyền buồm                     | 0  | 3   | 6   | 9   |
| Cử tạ                           | 0  | 3   | 1   | 4   |
| Judo                            | 0  | 2   | 3   | 5   |
| Xe đạp leo núi                  | 0  | 2   | 1   | 3   |
| Xe đạp đường trường             | 0  | 1   | 2   | 3   |
| Taekwondo                       | 0  | 1   | 1   | 2   |
| Bóng rổ                         | 0  | 1   | 0   | 1   |
| Cưỡi ngựa biểu diễn             | 0  | 0   | 1   | 1   |
| Mã thuật tổng hợp               | 0  | 0   | 1   | 1   |
| Bóng chuyền bãi biển            | 0  | 0   | 1   | 1   |
| Bóng bầu dục bảy người          | 0  | 0   | 1   | 1   |
| Tổng số*                        | 62 | 103 | 136 | 301 |

*Một trong số những huy chương vàng khúc côn cầu trên băng của Canada là giành được tại Thế vận hội Mùa hè 1920. Bảng này không tính huy chương đó, do vậy có sự khác nhau giữa bảng huy chương theo kỳ vận hội và theo môn.
Canada chưa từng giành huy chương Thế vận hội các môn Mùa hè hiện còn thi đấu sau: Bắn cung, Cầu lông, BMX, Canoeing và kayaking - Vượt chướng ngại vật, Đấu kiếm, khúc côn cầu trên cỏ, vật cổ điển, Bóng ném, bóng chuyền trong nhà, năm môn phối hợp hiện đại, bóng bàn, và bóng nước.

## Môn thể thao dưới nước

### Nhảy cầu
Tấm huy chương vàng duy nhất môn nhảy cầu của Canada thuộc về Sylvie Bernier. Tại Thế vận hội Mùa hè 2012, Émilie Heymans trở thành vận động viên (VĐV) Thế vận hội Mùa hè đầu tiên của Canada giành được huy chương 4 Thế vận hội liên tiếp.
| Thế vận hội         | Vàng | Bạc | Đồng | Tổng số |
| Melbourne 1956      | 0    | 0   | 1    | 1       |
| Los Angeles 1984    | 1    | 0   | 0    | 1       |
| Atlanta 1996        | 0    | 0   | 1    | 1       |
| Sydney 2000         | 0    | 1   | 1    | 2       |
| Athens 2004         | 0    | 1   | 1    | 2       |
| Bắc Kinh 2008       | 0    | 2   | 0    | 2       |
| Luân Đôn 2012       | 0    | 0   | 2    | 2       |
| Rio de Janeiro 2016 | 0    | 0   | 2    | 2       |
| Tổng số             | 1    | 4   | 8    | 13      |

### Bơi lội
Sau khi George Hodgson giành 2 vàng tại Thế vận hội Mùa hè 1912, phải 72 năm sau tại kỳ vận hội 1984 ở Los Angeles, Alex Baumann mới là VĐV bơi lội Canada thứ hai đoạt được tấm huy chương vàng Olympic, khi chiến thắng ở cả hai nội dung hỗn hợp cá nhân đồng thời lập kỷ lục thế giới. Victor Davis (1984), Anne Ottenbrite (1984), Mark Tewksbury (1992) và Penny Oleksiak (2016) là những VĐV duy nhất khác của nước này có vàng Thế vận hội. Năm 2004, Canada trắng tay ở môn bơi lần đầu tiên trong vòng 40 năm. 
| Thế vận hội           | Vàng | Bạc | Đồng | Tổng số |
| Stockholm 1912        | 2    | 0   | 0    | 2       |
| Antwerp 1920          | 0    | 1   | 1    | 2       |
| Amsterdam 1928        | 0    | 0   | 1    | 1       |
| Thành phố México 1968 | 0    | 3   | 1    | 4       |
| Munich 1972           | 0    | 2   | 2    | 4       |
| Montréal 1976         | 0    | 2   | 6    | 8       |
| Los Angeles 1984      | 4    | 3   | 3    | 10      |
| Seoul 1988            | 0    | 1   | 1    | 2       |
| Barcelona 1992        | 1    | 0   | 1    | 2       |
| Atlanta 1996          | 0    | 1   | 2    | 3       |
| Sydney 2000           | 0    | 0   | 1    | 1       |
| Bắc Kinh 2008         | 0    | 0   | 1    | 1       |
| Luân Đôn 2012         | 0    | 1   | 2    | 3       |
| Rio de Janeiro 2016   | 1    | 1   | 4    | 6       |
| Tổng số               | 8    | 15  | 26   | 49      |

### Bơi nghệ thuật
Canada đã rất thành công ở môn bơi nghệ thuật tại Thế vận hội, đều giành huy chương ở các kỳ đại hội có môn này trừ các năm 2004 và 2008.
| Thế vận hội      | Vàng | Bạc | Đồng | Tổng số |
| Los Angeles 1984 | 0    | 2   | 0    | 2       |
| Seoul 1988       | 2    | 0   | 0    | 2       |
| Barcelona 1992   | 1    | 1   | 0    | 2       |
| Atlanta 1996     | 0    | 1   | 0    | 1       |
| Sydney 2000      | 0    | 0   | 1    | 1       |
| Tổng số          | 3    | 4   | 1    | 8       |

### Bóng nước
Canada chưa từng giành huy chương Olympic môn bóng nước. Thành tích tốt nhất của nước này là vị trí thứ năm chung cuộc ở vòng đấu dành cho nữ tại Thế vận hội năm 2000.

## Bắn cung
Canada chưa từng giành huy chương Olympic môn bắn cung. Thành tích tốt nhất của nước này là vị trí thứ năm chung cuộc ở nội dung đơn nữ tại Thế vận hội năm 1976.

## Điền kinh
Canada vốn không mạnh về điền kinh, tuy nhiên cũng giành được huy chương tại 15 trên 23 kỳ vận hội nước này tham dự. Một số thành tích ấn tượng có thể kể đến là đôi huy chương vàng thuộc về Percy Williams nội dung 100m và 200m tại Thế vận hội Amsterdam 1928, và các tấm huy chương vàng mang về từ Atlanta (1996) bởi Donovan Bailey nội dung 100m (đạt kỷ lục thế giới) và bởi đội bơi tiếp sức nam 4 × 100 m.
| Thế vận hội         | Vàng | Bạc | Đồng | Tổng số |
| Paris 1900          | 1    | 0   | 1    | 2       |
| St. Louis 1904      | 1    | 0   | 0    | 1       |
| Luân Đôn 1908       | 1    | 1   | 4    | 6       |
| Stockholm 1912      | 1    | 2   | 2    | 5       |
| Antwerp 1920        | 1    | 0   | 0    | 1       |
| Amsterdam 1928      | 4    | 2   | 2    | 8       |
| Los Angeles 1932    | 1    | 3   | 5    | 9       |
| Berlin 1936         | 0    | 1   | 3    | 4       |
| Luân Đôn 1948       | 0    | 0   | 1    | 1       |
| Tokyo 1964          | 0    | 1   | 1    | 2       |
| Montréal 1976       | 0    | 1   | 0    | 1       |
| Los Angeles 1984    | 0    | 2   | 3    | 5       |
| Seoul 1988          | 0    | 0   | 1    | 1       |
| Barcelona 1992      | 1    | 1   | 1    | 3       |
| Atlanta 1996        | 2    | 0   | 0    | 2       |
| Bắc Kinh 2008       | 0    | 0   | 2    | 2       |
| Luân Đôn 2012       | 0    | 0   | 1    | 1       |
| Rio de Janeiro 2016 | 1    | 1   | 4    | 6       |
| Tổng số             | 14   | 15  | 31   | 60      |

Canada cũng giành 1 vàng và 1 bạc môn điền kinh tại Thế vận hội Mùa hè 1906, những huy chương này không được tính trong bảng trên.

## Cầu lông
Canada chưa từng có huy chương Thế vận hội môn cầu lông, kể từ khi môn này được đưa vào thi đấu chính thức năm 1992. Thành tích tốt nhất của Canada là vị trí thứ 4 chung cuộc nội dung đôi nữ tại Thế vận hội 2012.

## Bóng chày
Canada chưa từng có huy chương Thế vận hội môn bóng chày. Thành tích tốt nhất của Canada là vị trí thứ 4 chung cuộc tại Thế vận hội 2004.

## Bóng rổ
Canada hiện mới chỉ có một huy chương bạc bóng rổ, giành được năm 1936.
| Thế vận hội | Vàng | Bạc | Đồng | Tổng số |
| Berlin 1936 | 0    | 1   | 0    | 1       |
| Tổng số     | 0    | 1   | 0    | 1       |

## Quyền Anh
Canada có thành tích khiêm tốn ở môn quyền Anh Thế vận hội, giành huy chương tại 8 kỳ đại hội. Lennox Lewis mang về tấm huy chương vàng nội dung hạng siêu nặng ở Seoul, trước khi thi đấu chuyên nghiệp cho quê hương Anh Quốc của mình.
| Thế vận hội      | Vàng | Bạc | Đồng | Tổng số |
| Antwerp 1920     | 1    | 2   | 2    | 5       |
| Paris 1924       | 0    | 0   | 1    | 1       |
| Amsterdam 1928   | 0    | 0   | 1    | 1       |
| Los Angeles 1932 | 1    | 0   | 0    | 1       |
| Los Angeles 1984 | 0    | 2   | 1    | 3       |
| Seoul 1988       | 1    | 1   | 1    | 3       |
| Barcelona 1992   | 0    | 1   | 1    | 2       |
| Atlanta 1996     | 0    | 1   | 0    | 1       |
| Tổng số          | 3    | 7   | 7    | 17      |

## Canoeing và kayaking

### Vượt chướng ngại vật
Canada chưa từng giành huy chương một nội dung nước dữ. Thành tích tốt nhất của nước này là vị trí thứ 4 chung cuộc K-1 (nam) tại Thế vận hội 2004.

### Nước rút
Adam van Koeverden và Caroline Brunet là những vận động viên gần đây mang về huy chương cho Canada.
| Thế vận hội      | Vàng | Bạc | Đồng | Tổng số |
| Berlin 1936      | 1    | 1   | 1    | 3       |
| Luân Đôn 1948    | 0    | 1   | 1    | 2       |
| Helsinki 1952    | 0    | 1   | 0    | 1       |
| Montréal 1976    | 0    | 1   | 0    | 1       |
| Los Angeles 1984 | 2    | 2   | 2    | 6       |
| Atlanta 1996     | 0    | 1   | 0    | 1       |
| Sydney 2000      | 0    | 1   | 1    | 2       |
| Athens 2004      | 1    | 0   | 2    | 3       |
| Bắc Kinh 2008    | 0    | 1   | 1    | 2       |
| Luân Đôn 2012    | 0    | 1   | 2    | 3       |
| Tổng số          | 4    | 10  | 10   | 24      |

## Đua xe đạp
Huy chương vàng đua xe đạp duy nhất của Canada thuộc về Lori-Ann Muenzer. Một VĐV đua xe đạp đáng chú ý khác của Canada là Clara Hughes, đã mang 2 huy chương đồng về từ Atlanta (1996). Cô cũng giành huy chương các năm 2002 và Thế vận hội Mùa đông 2006 môn trượt băng tốc độ, và là VĐV Thế vận hội duy nhất có nhiều huy chương ở cả kỳ Mùa hè và Mùa đông. 

### BMX
Canada chưa từng có huy chương BMX, kể từ khi BMX được đưa vào thi đấu chính thức năm 2008. Thành tích tốt nhất của nước này là vị trí thứ 5 chung cuộc nội dung dành cho nam tại Thế vận hội 2016.

### Xe đạp leo núi
| Thế vận hội         | Vàng | Bạc | Đồng | Tổng số |
| Atlanta 1996        | 0    | 1   | 0    | 1       |
| Athens 2004         | 0    | 1   | 0    | 1       |
| Rio de Janeiro 2016 | 0    | 0   | 1    | 1       |
| Tổng số             | 0    | 2   | 1    | 3       |

### Xe đạp đường trường
| Thế vận hội      | Vàng | Bạc | Đồng | Tổng số |
| Los Angeles 1984 | 0    | 1   | 0    | 1       |
| Atlanta 1996     | 0    | 0   | 2    | 2       |
| Tổng số          | 0    | 1   | 2    | 3       |

### Xe đạp lòng chảo
| Thế vận hội         | Vàng | Bạc | Đồng | Tổng số |
| Luân Đôn 1908       | 0    | 0   | 1    | 1       |
| Los Angeles 1984    | 0    | 1   | 0    | 1       |
| Barcelona 1992      | 0    | 0   | 1    | 1       |
| Atlanta 1996        | 0    | 1   | 1    | 2       |
| Athens 2004         | 1    | 0   | 0    | 1       |
| Luân Đôn 2012       | 0    | 0   | 1    | 1       |
| Rio de Janeiro 2016 | 0    | 0   | 1    | 1       |
| Tổng số             | 1    | 2   | 5    | 8       |

## Cưỡi ngựa
Huy chương vàng đầu tiên của Canada ở các nội dung cưỡi ngựa thuộc về đội nhảy ngựa biểu diễn tại Thế vận hội Mùa hè 1968. Huy chương vàng thứ hai, và là huy chương đầu tiên ở một nội dung cá nhân, được giành bởi Eric Lamaze tại Thế vận hội 2008.

### Biểu diễn
| Thế vận hội | Vàng | Bạc | Đồng | Tổng số |
| Seoul 1988  | 0    | 0   | 1    | 1       |
| Tổng số     | 0    | 0   | 1    | 1       |

### Mã thuật tổng hợp
| Thế vận hội    | Vàng | Bạc | Đồng | Tổng số |
| Stockholm 1956 | 0    | 0   | 1    | 1       |
| Tổng số        | 0    | 0   | 1    | 1       |

### Nhảy ngựa
| Thế vận hội           | Vàng | Bạc | Đồng | Tổng số |
| Thành phố México 1968 | 1    | 0   | 0    | 1       |
| Montréal 1976         | 0    | 1   | 0    | 1       |
| Bắc Kinh 2008         | 1    | 1   | 0    | 2       |
| Rio de Janeiro 2016   | 0    | 0   | 1    | 1       |
| Tổng số               | 2    | 2   | 1    | 5       |

## Đấu kiếm
Canada chưa từng giành huy chương đấu kiếm. Thành tích tốt nhất của nước này là vị trí thứ 4 chung cuộc nội dung kiếm ba cạnh đồng đội (nam) tại kỳ năm 1984 và kiếm ba cạnh đồng đội (nữ) tại kỳ năm 2004.

## Golf
Golf chỉ được đưa vào chương trình thi đấu của Thế vận hội các năm 1900 và 1904. George Lyon đã giành được một huy chương vàng cá nhân.
| Thế vận hội    | Vàng | Bạc | Đồng | Tổng số |
| St. Louis 1904 | 1    | 0   | 0    | 1       |
| Tổng số        | 1    | 0   | 0    | 1       |

## Thể dục dụng cụ
Canada hiện mới chỉ có một huy chương thể dục nghệ thuật, tấm huy chương vàng thuộc về Kyle Shewfelt. Lori Fung giành một vàng thể dục nhịp điệu ở Los Angeles và Canada cũng có huy chương thể dục nhào lộn.

### Nghệ thuật
| Thế vận hội | Vàng | Bạc | Đồng | Tổng số |
| Athens 2004 | 1    | 0   | 0    | 1       |
| Tổng số     | 1    | 0   | 0    | 1       |

### Nhịp điệu
| Thế vận hội      | Vàng | Bạc | Đồng | Tổng số |
| Los Angeles 1984 | 1    | 0   | 0    | 1       |
| Tổng số          | 1    | 0   | 0    | 1       |

### Nhào lộn
| Thế vận hội         | Vàng | Bạc | Đồng | Tổng số |
| Sydney 2000         | 0    | 0   | 2    | 2       |
| Athens 2004         | 0    | 1   | 0    | 1       |
| Bắc Kinh 2008       | 0    | 2   | 0    | 2       |
| Luân Đôn 2012       | 1    | 0   | 0    | 1       |
| Rio de Janeiro 2016 | 1    | 0   | 0    | 1       |
| Tổng số             | 2    | 3   | 2    | 7       |

## Bóng ném
Canada chưa từng giành huy chương môn bóng ném. Thành tích tốt nhất của nước này là vị trí thứ 6 chung cuộc vòng đấu của nữ tại Thế vận hội 1976.

## Khúc côn cầu trên cỏ
Canada chưa từng giành huy chương môn khúc côn cầu trên cỏ. Thành tích tốt nhất của nước này là vị trí thứ 5 chung cuộc vòng đấu dành cho nữ tại Thế vận hội 1984.

## Khúc côn cầu trên băng
Canada đã giành vàng ngay kỳ đầu tiên khúc côn cầu trên băng được đưa vào thi đấu chính thức năm 1920 ở Antwerp. Môn này sau đó được chuyển sang chương trình của Thế vận hội Mùa đông bắt đầu từ kỳ Mùa đông đầu tiên năm 1924.
| Thế vận hội  | Vàng | Bạc | Đồng | Tổng số |
| Antwerp 1920 | 1    | 0   | 0    | 1       |
| Tổng số      | 1    | 0   | 0    | 1       |

## Judo
Canada đã có 5 huy chương Judo tại Thế vận hội, gần đây nhất là một huy chương đồng thuộc về Antoine Valois-Fortier tại Thế vận hội Mùa hè 2012 ở Luân Đôn.
| Thế vận hội      | Vàng | Bạc | Đồng | Tổng số |
| Tokyo 1964       | 0    | 1   | 0    | 1       |
| Los Angeles 1984 | 0    | 0   | 1    | 1       |
| Barcelona 1992   | 0    | 0   | 1    | 1       |
| Sydney 2000      | 0    | 1   | 0    | 1       |
| Luân Đôn 2012    | 0    | 0   | 1    | 1       |
| Tổng số          | 0    | 2   | 3    | 5       |

## Bóng vợt
Bóng vợt là một phần của Thế vận hội Mùa hè 1904 và 1908; các đội của Canada đều giành vàng trong hai lần tham dự. Năm 1904, đội Canada thứ hai, chỉ gồm Mohawk Indians, cũng giành một đồng.
| Thế vận hội    | Vàng | Bạc | Đồng | Tổng số |
| St. Louis 1904 | 1    | 0   | 1    | 2       |
| Luân Đôn 1908  | 1    | 0   | 0    | 1       |
| Tổng số        | 2    | 0   | 1    | 3       |

## Năm môn phối hợp hiện đại
Canada chưa từng giành huy chương Thế vận hội năm môn phối hợp hiện đại. Thành tích tốt nhất của nước này là vị trí thứ 11 chung cuộc nội dung đồng đội nam tại Thế vận hội 1988 và nội dung dành cho nữ tại Thế vận hội 2012.

## Chèo thuyền
Chèo thuyền là một trong những môn thể thao thành công nhất của Canada tại Thế vận họi Mùa hè. Bộ đôi Marnie McBean và Kathleen Heddle giành vàng tại 2 kỳ 1992 và 1996. Canada có truyền thống ở nội dung chèo tám người có hoa tiêu, với tuyển nam 9 lần giành huy chương và tuyển nữ 3 lần.
| Thế vận hội         | Vàng | Bạc | Đồng | Tổng số |
| St. Louis 1904      | 0    | 1   | 0    | 1       |
| Luân Đôn 1908       | 0    | 0   | 3    | 3       |
| Stockholm 1912      | 0    | 0   | 1    | 1       |
| Paris 1924          | 0    | 2   | 0    | 2       |
| Amsterdam 1928      | 0    | 1   | 1    | 2       |
| Los Angeles 1932    | 0    | 0   | 2    | 2       |
| Melbourne 1956      | 1    | 1   | 0    | 2       |
| Rome 1960           | 0    | 1   | 0    | 1       |
| Tokyo 1964          | 1    | 0   | 0    | 1       |
| Los Angeles 1984    | 1    | 2   | 3    | 6       |
| Barcelona 1992      | 4    | 0   | 1    | 5       |
| Atlanta 1996        | 1    | 4   | 1    | 6       |
| Sydney 2000         | 0    | 0   | 1    | 1       |
| Athens 2004         | 0    | 1   | 0    | 1       |
| Bắc Kinh 2008       | 1    | 1   | 2    | 4       |
| Luân Đôn 2012       | 0    | 2   | 0    | 2       |
| Rio de Janeiro 2016 | 0    | 1   | 0    | 1       |
| Tổng số             | 9    | 17  | 15   | 41      |

## Bóng bầu dục
Canada chưa từng có suất dự Olympic môn bóng bầu dục liên minh khoảng thời gian trước khi môn này bị loại khỏi chương trình thi đấu năm 1924. Tuyển bóng bầu dục bảy người nữ giành đồng tại Thế vận hội 2016, đây là kỳ đầu tiên bóng bầu dục bảy người được đưa vào chương trình thi đấu chính thức.
| Thế vận hội         | Vàng | Bạc | Đồng | Tổng số |
| Rio de Janeiro 2016 | 0    | 0   | 1    | 1       |
| Tổng số             | 0    | 0   | 1    | 1       |

## Thuyền buồm
Sự kiện đáng nhớ nhất của Canada khi tham gia thi đấu môn thuyền buồm tại Thế vận hội là việc Lawrence Lemieux, ở kỳ năm 1988, đang tiến về đích với khả năng sẽ giành được một tấm huy chương chung cuộc, nhưng dừng lại để giúp đỡ hai VĐV người Singapore bị lật thuyền. Lemieux sau đó được chủ tịch IOC Juan Antonio Samaranch trao thưởng vì hành động dũng cảm đáng vinh danh.
| Thế vận hội      | Vàng | Bạc | Đồng | Tổng số |
| Los Angeles 1932 | 0    | 1   | 1    | 2       |
| Munich 1972      | 0    | 0   | 1    | 1       |
| Los Angeles 1984 | 0    | 1   | 2    | 3       |
| Seoul 1988       | 0    | 0   | 1    | 1       |
| Barcelona 1992   | 0    | 0   | 1    | 1       |
| Athens 2004      | 0    | 1   | 0    | 1       |
| Tổng số          | 0    | 3   | 6    | 9       |

## Bắn súng
Huy chương vàng của Linda Thom năm 1984 là huy chương vàng Thế vận hội Mùa hè đầu tiên cho Canada trong 16 năm, khi Canada không có thành tích vàng nào từ Thế vận hội 1972 tới 1976, và kỳ nước này tẩy chay năm 1980. Do chiến thắng của bà không hề được kỳ vọng từ trước, và môn này cũng không quá được quan tâm chú ý, sự kiện không được tường thuật trực tiếp và các ê-kíp đài truyền hình ở Canada phải khá vất vả để có thể phát sóng những hình ảnh quay lại. 
| Thế vận hội      | Vàng | Bạc | Đồng | Tổng số |
| Luân Đôn 1908    | 1    | 2   | 1    | 4       |
| Paris 1924       | 0    | 1   | 0    | 1       |
| Helsinki 1952    | 1    | 0   | 0    | 1       |
| Melbourne 1956   | 1    | 0   | 1    | 2       |
| Los Angeles 1984 | 1    | 0   | 0    | 1       |
| Tổng số          | 4    | 3   | 2    | 9       |

## Bóng đá
Canada lần đầu tham dự môn bóng đá tại kỳ năm 1904. Một câu lạc bộ từ Canada đã đến St. Louis thi đấu với 2 đội Hoa Kỳ, và giành huy chương vàng. Hiện nay, tuyển nam Canada được đánh giá là khó có suất dự Olympic. Tuyển quốc gia nữ Canada giành đồng năm 2012 và 2016.
| Thế vận hội         | Vàng | Bạc | Đồng | Tổng số |
| St. Louis 1904      | 1    | 0   | 0    | 1       |
| Luân Đôn 2012       | 0    | 0   | 1    | 1       |
| Rio de Janeiro 2016 | 0    | 0   | 1    | 1       |
| Tổng số             | 1    | 0   | 2    | 3       |

## Bóng mềm
Canada chưa từng có huy chương môn bóng mềm. Thành tích tốt nhất của nước này là vị trí thứ 4 chung cuộc vòng đấu của nữ tại Thế vận hội 2008.

## Bóng bàn
Canada chưa từng có huy chương Thế vận hội môn bóng bàn, kể từ khi môn này được đưa vào thi đấu chính thức năm 1988. Thành tích tốt nhất của Canada là vị trí thứ 5 chung cuộc vòng thi đấu đơn nam tại Thế vận hội 1996.

## Taekwondo
Dominique Bosshart đã giành một huy chương đồng ngay lần đầu tiên môn này được đưa vào thi đấu chính thức kỳ năm 2000. Karine Sergerie từng giành bạc hạng cân 67 kg, và đây cũng là thành tích taekwondo tốt nhất của Canada tại Thế vận hội.
| Thế vận hội   | Vàng | Bạc | Đồng | Tổng số |
| Sydney 2000   | 0    | 0   | 1    | 1       |
| Bắc Kinh 2008 | 0    | 1   | 0    | 1       |
| Tổng số       | 0    | 1   | 1    | 2       |

## Quần vợt
Chiến thắng bất ngờ của đội quần vợt đôi nam gồm Sébastien Lareau và Daniel Nestor trước đội chủ nhà Úc tại Thế vận hội 2000 đã mang về tấm huy chương duy nhất của Canada ở môn này. 
| Thế vận hội | Vàng | Bạc | Đồng | Tổng số |
| Sydney 2000 | 1    | 0   | 0    | 1       |
| Tổng số     | 1    | 0   | 0    | 1       |

## Ba môn phối hợp
Simon Whitfield đã giành huy chương vàng ngay lần đầu tiên môn này được đưa vào thi đấu chính thức kỳ năm 2000. Sau vị trí thứ 11 chung cuộc đáng thất vọng tại Thế vận hội 2004, Whitfield đã quay trở lại với tấm huy chương bạc tại đại hội năm. Whitfield bứt phá ở những mét cuối và suýt chút nữa đã giành vàng.
| Thế vận hội   | Vàng | Bạc | Đồng | Tổng số |
| Sydney 2000   | 1    | 0   | 0    | 1       |
| Bắc Kinh 2008 | 0    | 1   | 0    | 1       |
| Tổng số       | 1    | 1   | 0    | 2       |

## Bóng chuyền
Huy chương bóng chuyền duy nhất của Canada thuộc về đội bóng chuyền bãi biển gồm John Child và Mark Heese khi bóng chuyền bãi biển lần đầu được đưa vào chương trình thi đấu chính thức kỳ năm 1996.

### Bãi biển
| Thế vận hội  | Vàng | Bạc | Đồng | Tổng số |
| Atlanta 1996 | 0    | 0   | 1    | 1       |
| Tổng số      | 0    | 0   | 1    | 1       |

### Trong nhà
Canada chưa từng giành huy chương bóng chuyền trong nhà. Thành tích tốt nhất của nước này là vị trí thứ 4 chung cuộc vòng đấu dành cho nam tại Thế vận hội 1984.

## Cử tạ
Các tấm huy chương cử tạ của Canada được giành bởi Gerald Gratton năm 1952, Jacques Demers năm 1984, và Christine Girard năm 2008 và 2012. Năm 2008 Christine Girard ban đầu xếp vị trí thứ 4 hạng cân 63 kg (nữ). Nhưng khi VĐV huy chương bạc bị phát hiện dương tính với doping và bị IOC tước tư cách tham dự, vị trí của Girard được đẩy lên và cô nhận huy chương đồng. Cũng sau một bài kiểm tra doping đối với hai VĐV giành vàng và bạc, thành tích đồng của Girard tại kỳ năm 2012 được đổi sang bạc.
| Thế vận hội      | Vàng | Bạc | Đồng | Tổng số |
| Helsinki 1952    | 0    | 1   | 0    | 1       |
| Los Angeles 1984 | 0    | 1   | 0    | 1       |
| Bắc Kinh 2008    | 0    | 0   | 1    | 1       |
| Luân Đôn 2012    | 0    | 1   | 0    | 1       |
| Tổng số          | 0    | 3   | 1    | 4       |

## Đấu vật
Hai huy chương vàng đấu vật của Canada được mang về bởi Daniel Igali tại Thế vận hội 2000 và Carol Huynh tại Thế vận hội 2008 nội dung vật tự do.

### Tự do
| Thế vận hội         | Vàng | Bạc | Đồng | Tổng số |
| Luân Đôn 1908       | 0    | 0   | 1    | 1       |
| Amsterdam 1928      | 0    | 1   | 2    | 3       |
| Los Angeles 1932    | 0    | 1   | 0    | 1       |
| Berlin 1936         | 0    | 0   | 1    | 1       |
| Los Angeles 1984    | 0    | 1   | 1    | 2       |
| Barcelona 1992      | 0    | 1   | 0    | 1       |
| Atlanta 1996        | 0    | 1   | 0    | 1       |
| Sydney 2000         | 1    | 0   | 0    | 1       |
| Athens 2004         | 0    | 1   | 0    | 1       |
| Bắc Kinh 2008       | 1    | 0   | 1    | 2       |
| Luân Đôn 2012       | 0    | 1   | 1    | 2       |
| Rio de Janeiro 2016 | 1    | 0   | 0    | 1       |
| Tổng số             | 3    | 7   | 7    | 17      |

### Cổ điển
Canada chưa từng giành huy chương đấu vật cổ điển. Thành tích tốt nhất của nước này là vị trí thứ 4 chung cuộc hạng cân dưới nặng (nam) tại Thế vận hội 1956.